# Markspiller
En markspiller er i bl.a. fodbold en spiller, der spiller i marken, dvs. som ikke er målmand.
| Fodbold | Spire Denne artikel om fodbold er en spire som bør udbygges. Du er velkommen til at hjælpe Wikipedia ved at udvide den. |